# 田代美代子
田代 美代子（たしろ みよこ、1943年（昭和18年）10月1日 - ）は、東京都出身の歌手。

## 経歴
東京都豊島区目白生まれ。明治学院大学中退。
シャンソン歌手の石井好子に師事し、シャンソンを学ぶ。また、ジャズシンガー鈴木敏夫からジャズを学び、銀巴里などで歌っていた。
1965年（昭和40年）「赤い砂漠」（映画音楽）でデビュー。同年、和田弘とマヒナスターズとデュエットした「愛して愛して愛しちゃったのよ」が大ヒットし、一躍その名を全国区にしたが、第16回紅白歌合戦には和田弘とマヒナスターズが白組で出場し、デュエットの相手である田代美代子は紅組とみなされ出場出来なかった。
これは男女とも同じ組数で歌合戦をやるため、男女混合グループの出演ルールがなく、男女混合でも出演可能になったのは第19回紅白歌合戦のピンキーとキラーズからでありキラーズは紅組での出場になっている。
1966年（昭和41年）には再びマヒナとデュエットした「ここがいいのよ」もヒットし、同曲で第17回NHK紅白歌合戦に初出場した。この第17回NHK紅白の田代の歌の映像が現存する。
1968年（昭和43年）には「小川宏ショー」で司会に挑戦。その後もコンスタントに活動を続けていたが、1975年（昭和50年）に急性膵臓炎を患い、ドクターストップが罹ったことから休養宣言。1982年（昭和57年）に石井好子の後押しで歌手復帰。1985年（昭和60年）からは本格的に活動を再開する。
ユネスコの活動の参加でも知られ、日本ユネスコ協会連盟の中央委員・理事・評議員などの要職を歴任。現在はスペシャルアドバイザーとして活動している。
2008年8月30日放映の『第40回NHK思い出のメロディー』に出演。
父親は旧八幡製鐵の社員だったのか、高校卒業までの10年近くを現在の北九州市で過ごしたことから、2009年、北九州市の観光大使を委嘱された。これについては、本人がブログで委嘱された際の感想を述べている。
2010年9月　2011年度早稲田大学大学院教育学研究科修士課程入学試験　合格。

## 代表曲
- 愛して愛して愛しちゃったのよ（with　和田弘とマヒナスターズ）
- ここがいいのよ（with　和田弘とマヒナスターズ）
- ラストシーン
- ときめき美人
- 磐越西線
- 男と女のインタビュー（with　梨元勝）
- 理由ある二人（with　梨元勝）

## テレビ番組
- 小川宏ショー（フジテレビ、1968年4月 - 1969年7月）
- NHK歌謡コンサート
- 速報!歌の大辞テン（日本テレビ）
- 恋歌（1969年、MBS、岸惠子主演。）
- 特別機動捜査隊 第562話「真夏の逃亡者」（1972年、NET） - 本人
- 年忘れにっぽんの歌（テレビ東京）
- 一枚の写真（フジテレビ）
- クイズ面白ゼミナール（NHK総合）

## NHK紅白歌合戦出場歴
| 年度/放送回               | 曲目           | 対戦相手 |
| ------------------------- | -------------- | -------- |
| 1966年（昭和41年）/第17回 | ここがいいのよ | 島和彦   |

### 主催
- 2000年「The Hit Parade 宝塚・愛・寺田瀧雄 作曲家生活40周年記念コンサート」を東京厚生年金会館・宝塚大劇場
- 2001年「浜口庫之助メモリアルコンサート」日比谷公会堂
- 2003年「宝塚 寺田瀧雄メモリアルコンサート」東京メルパルクホール

コンサートを、エグゼクティブプロデューサーとして成功させる。NHKにより放送。
- 東京都出身の人物一覧